# مدينات (مشرحات)
مدينات (بالفارسية: مدنیات) هي قرية تقع في إيران في قسم مشرحات الريفي. يقدر عدد سكانها بـ 58 نسمة بحسب إحصاء 2016.